# Societad Retorumantscha
La Societad Retorumantscha (SRR) és la societat lingüística més antiga per la defensa i estudi del romanx. Fou fundada el 1885 (el 15 de desembre); la seva seu és a Coira.
Entre els membres fundadors hi ha Gion Antoni Bühler (primer president), Giacun Hasper Muoth, Alexander Balletta, Giatgen Gisep Candreia, Christian Modest Tuor, Hartmann Caviezel i Tumasch Gross. L'objectiu principal de la societat va ser el de recollir i preservar els documents en llengua romanx.
Amb aquesta finalitat, es va decidir publicar anualment, des de 1886, els "Annalas da Sociedade Retorumantscha" (actualment intitulada Annalas da la Societad Retorumantscha).
La societat és també la responsable de la publicació del Dicziunari Rumantsch Grischun (DRG), iniciat el 1904 per Robert von Planta, i publica altres obres de lingüística romanxa.
La SRR està associada a la Lia Rumantscha.

## Presidents
Des de la fundació el 1885, els diferents presidents que ha tingut la Societad Retorumantscha han estat els següents:
- Gion Antoni Bühler (1886-1897)
- Andrea Vital (1898-1925)
- Jachen Luzzi (1926-1933)
- Robert Ganzoni (1934-1955)
- Nicola Gaudenz (1956-1962)
- Gion Deplazes (1963-1988)
- Jachen Curdin Arquint (1989-1998)
- Cristian Collenberg (1999-2021)
- Corina Casanova (2022-)[2]